# Alessia Longato
Alessia Longato (Adria, 2 aprile 1992) è una calciatrice ed ex giocatrice di calcio a 5 italiana, attaccante del Virtus Padova.

## Biografia
Alessia nasce ad Adria ma cresce con la famiglia a Fasana, figlia di genitori sportivi, con il padre con un passato da calciatore.

## Carriera

### Calcio a 11

#### Club
Longato si avvicina al calcio all'età di sei anni giocando con il fratello gemello Andrea. Quando il fratello inizia a giocare con l'Union Destra Adige Alessia lo segue giocando con i maschietti fino ai 12 anni di età. In quel periodo viene notata dal Gordige che alla scadenza del limiti consentiti alle ragazze per giocare nelle squadre miste la tessera nelle sue giovanili.
Con la società di Cavarzere viene ben presto chiamata in prima squadra, contribuendo nella stagione 2010-2011 alla promozione delle biancoazzurre dalla Serie B alla Serie A2. Longato rimane con il Gordige fino al termine della stagione 2013-2014, congedandosi con un palmarès personale di due titoli di Capocannoniere della Serie B, il primo nella stagione 2010-2011 (allora terzo livello del campionato italiano femminile di calcio) con un attivo di 23 reti, il secondo nella stagione 2013-2014 (secondo livello) con 20 reti siglate ad ex aequo con Simona Cimatti, risultando una delle più prolifiche attaccanti della società veneta.
Coglie l'opportunità di andare a giocare nella massima serie firmando un contratto con la neopromossa San Zaccaria dal campionato 2014-2015. Schierata titolare già dalla prima partita della stagione segna il suo primo gol in Serie A proprio in occasione della 1ª giornata di andata nell'incontro vinto dal San Zaccaria sul Como 2000 per 3-2, mentre la prima doppietta la segna alla 7ª giornata di andata alle campionesse d'Italia del Brescia in un match che ha visto pareggiare le biancorosse ravennate per 2-2 in piena zona Cesarini.
Alla sua seconda stagione in biancorosso, pur nel turnover deciso dall'allenatrice Piolanti che la farà scendere in campo in 18 occasioni, riesce a migliorare il suo primato di reti siglate in campionato, otto, una in più della stagione precedente, laureandola capocannoniere della squadra.
Dopo una parentesi statunitense estiva inizia la stagione 2016-2017 con il San Zaccaria che lascia però prima del termine dell'anno solare per iniziare un'esperienza in calcio a 5 femminile.

### Calcio a 5
Longato trova un accordo con il Granzette, società con sede nell'omonima frazione del comune di Rovigo, che per la stagione 2016-2017 disputa il campionato di Serie C, terzo livello del campionato italiano. Grazie anche al suo inserimento la squadra riesce a vincere il campionato e di conseguenza accede alla Serie A. La riforma introdotta dalla federazione prima dell'inizio della stagione muta la denominazione in Serie A2. Longato decide di proseguire il sodalizio con la squadra anche per la stagione 2017-2018 risultando anche in questo caso determinante per condividere con le compagne la rimonta che nelle ultime giornate risale dal fondo classifica del girone A al sesto posto, il primo al di fuori dalla possibilità di effettuare i play-off per salire di livello ma che garantisce alla squadra la salvezza.

## Presenze e reti nei club (calcio a 11)
Aggiornato al 20 maggio 2017.
| Stagione            | Squadra             | Campionato          | Campionato | Campionato | Coppe nazionali | Coppe nazionali | Coppe nazionali | Totale | Totale |
| Stagione            | Squadra             | Comp                | Pres       | Reti       | Comp            | Pres            | Reti            | Pres   | Reti   |
| ------------------- | ------------------- | ------------------- | ---------- | ---------- | --------------- | --------------- | --------------- | ------ | ------ |
| 2008-2009           | Gordige             | Serie A2            | 20         | 9          | CI              | 3               | 1               | -      | -      |
| 2009-2010           | Gordige             | Serie B             | 17         | 12         | CI              | -               | -               | -      | -      |
| 2010-2011           | Gordige             | Serie B             | 22         | 23         | CI              | -               | -               | -      | -      |
| 2011-2012           | Gordige             | Serie A2            | 24         | 16         | CI              | -               | -               | -      | -      |
| 2012-2013           | Gordige             | Serie A2            | 20         | 14         | CI              | -               | -               | -      | -      |
| 2013-2014           | Gordige             | Serie B             | 24         | 20         | CI              | -               | -               | -      | -      |
| Totale Gordige      | Totale Gordige      | Totale Gordige      | 127        | 94         |                 | 3               | 1               | 130    | 95     |
| 2014-2015           | San Zaccaria        | Serie A             | 23         | 7          | CI              | 2               | 2               | 25     | 9      |
| 2015-2016           | San Zaccaria        | Serie A             | 18         | 8          | CI              | 3               | 2               | 21     | 10     |
| 2016-2017           | San Zaccaria        | Serie A             | 5          | 4          | CI              | 0               | 0               | 5      | 4      |
| Totale San Zaccaria | Totale San Zaccaria | Totale San Zaccaria | 46         | 19         |                 | 5               | 4               | 51     | 23     |
| 2022-2023           | Venezia             | Serie C             | -          | -          | CIC             | -               | -               | -      | -      |
| Totale carriera     | Totale carriera     | Totale carriera     | 173        | 113        |                 | 8               | 5               | 181    | 118    |

## Palmarès

### Calcio a 11

#### Club
- Campionato italiano di Serie B: 1

Gordige: 2010-2011 (terzo livello)

#### Individuali
- Capocannoniere della Serie B: 2

Gordige: 2010-2011 (23 reti), 2013-2014 (20 reti, ex aequo con Simona Cimatti)